# Niceforonia peraccai
Niceforonia peraccai es una especie de anfibio anuro de la familia Craugastoridae. Habita zonas de páramo entre los 3000 y los 3350 metros de altitud en el norte de Ecuador. Su área de distribución incluye la zona de Papallacta en la provincia de Napo y sitios en las provincias de Carchi y Sucumbíos.
Mide entre 19 y 21,6 mm de longitud. Es una rana robusta y de cabeza grande con patas delanteras relativamente cortas. Es de color marrón con manchas oscuras en el dorso. El vientre es grisáceo y presenta un moteado de color crema y la garganta es marrón con manchas pálidas. Es una rana terrestre que se reproduce por desarrollo directo.
Se sabe muy poco de esta especie pero la principal amenaza a su conservación es la pérdida de su hábitat natural.